# Gymnotiara
Gymnotiara is een geslacht van uitgestorven zee-egels uit de familie Aspidodiadematidae.

## Soorten
- Gymnotiara jessoni (Gregory, 1896) † Dogger (Laat-Callovien), Boven-Jura (Oxfordiaan) van Frankrijk en Engeland.
- Gymnotiara kuhni Hess, 1971 † Callovien, Zwitserland.
- Gymnotiara varusense (Cotteau, 1881) † Onder-Jura (Pliensbachien), Frankrijk; Callovien van de Sarthe, Frankrijk.
- Gymnotiara dumortieri (Cotteau, 1881) † Dogger (Bajocien), Frankrijk.
- Gymnotiara sarthacensis Cotteau, 1856 † Bathonien, Frankrijk.